# ヤツデ
ヤツデ（八手・八つ手、学名: Fatsia japonica）は、ウコギ科ヤツデ属の白い花を付け、黒い実を付ける常緑低木。葉が大型で、大きく掌状に裂けた独特の形をしているのでよく目立ち、見分けやすい。晩秋に丸くまとまって咲く白い花は、昆虫に蜜を供給して受粉する虫媒花である。林内の日当たりの悪いところによく自生しているが、庭木としてもよく植えられる。葉はサポニンを含み、去痰など薬効のある生薬にもなる。

## 名称
和名ヤツデは、葉は掌状に深い切れ込みがあることに由来し、葉は実際には8つに切れ込んで9枚に裂けているものが多いが、「八手」の八は数が多いという意味がある。ヤツデの別名（地方名）はテングノハウチワ（天狗の羽団扇）である。 漢名には「 八角金盤 」や「 金剛纂 」などがある。
学名のFatsiaは日本語の「八」（古い発音で「ふぁち」、「ふぁつ」）または「八手（はっしゅ）」に由来し、これが転訛したものだといわれている。
ヤツデの花言葉には、「分別」「親しみ」「健康」などがある。

## 分布・生育地
本州（茨城県以南の太平洋側）、四国、九州、沖縄に分布する。主に暖地の海岸近くの山林などに自生する。日陰に強く、日当たりの悪い森林のなかにもよく自生しているのが見られる。また、人の手によって庭や庭園にもよく植えられている。

## 形態・生態
白い花を付け、黒い実を付ける常緑の低木で、高さは2 - 5メートルほどになり、多くは株立ちする。茎は数本集まって出て、ほぼ単一に伸びる。若い枝の樹皮は灰褐色で、V字形の葉痕が目立つ。葉痕には維管束痕が十数個ならんでいる。太い幹の樹皮も平滑で、皮目がある。葉芽は花序軸のわきにでき、芽鱗3 - 4枚に包まれていて、翌年の春に芽吹く。花芽は夏に、枝先に集まった葉の中心部にできる。
20センチメートル以上もある大きな葉に、長い葉柄をつけて互生、あるいは輪生する。葉は表面につやがあり、下面はやや白っぽくて若いときには茶褐色の軟毛があり、やや厚手。形は文字通り掌状だが、若葉のときは卵形をしていて、次に3裂して、次第に数を増して7、9、11の奇数に深く裂ける。ヤツデの名のように、8裂はしない。葉の先端は尖り、葉縁はわずかにギザギザがある。2年たつと柄ごと落葉し、葉跡はくっきりした半月型でかなり目立つ。落葉前、秋の花期と春から初夏にかけて古い葉が明るい黄色に色づく。
花期は晩秋（10 - 12月）で、茎の先に球状の散形花序がさらに集まって大きな円錐花序をつくる。花は直径5ミリメートルほどの5弁花で白く、両性花または、雄花と雌花があり、枝先の先に丸まってつく。雄しべは5本、雌しべ（花柱）も5本あり、花びらは小さくて反り返っており、花茎を含めて黄白色でよく目立つ。他の花が少ない時期に咲くため、気温が高い日はミツバチやハナアブ、ハエなどの昆虫が多く訪れ、蜜を供給して受精を確実にしている。果期は翌年の4 - 5月で、果実は直径3ミリメートルほどの球状で、翌春に黒く熟す。
花が終わると、それまでの主軸であった花茎が倒れて、わきから新芽が出て成長し、やがて新しい主軸になっていく。これは、大きな花茎を残しておくと、まっすぐに上に伸びることができないためである。

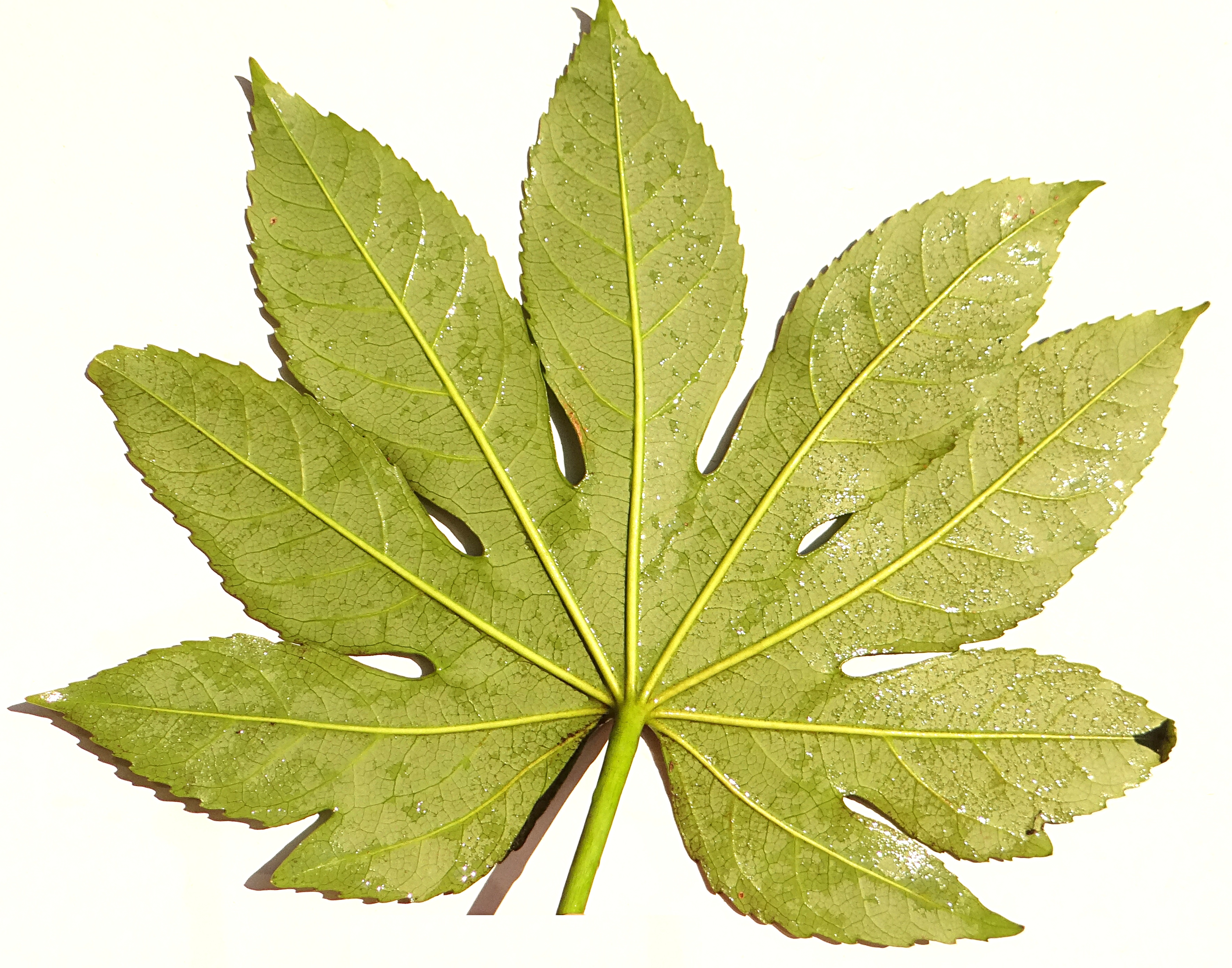
葉 (裏面)
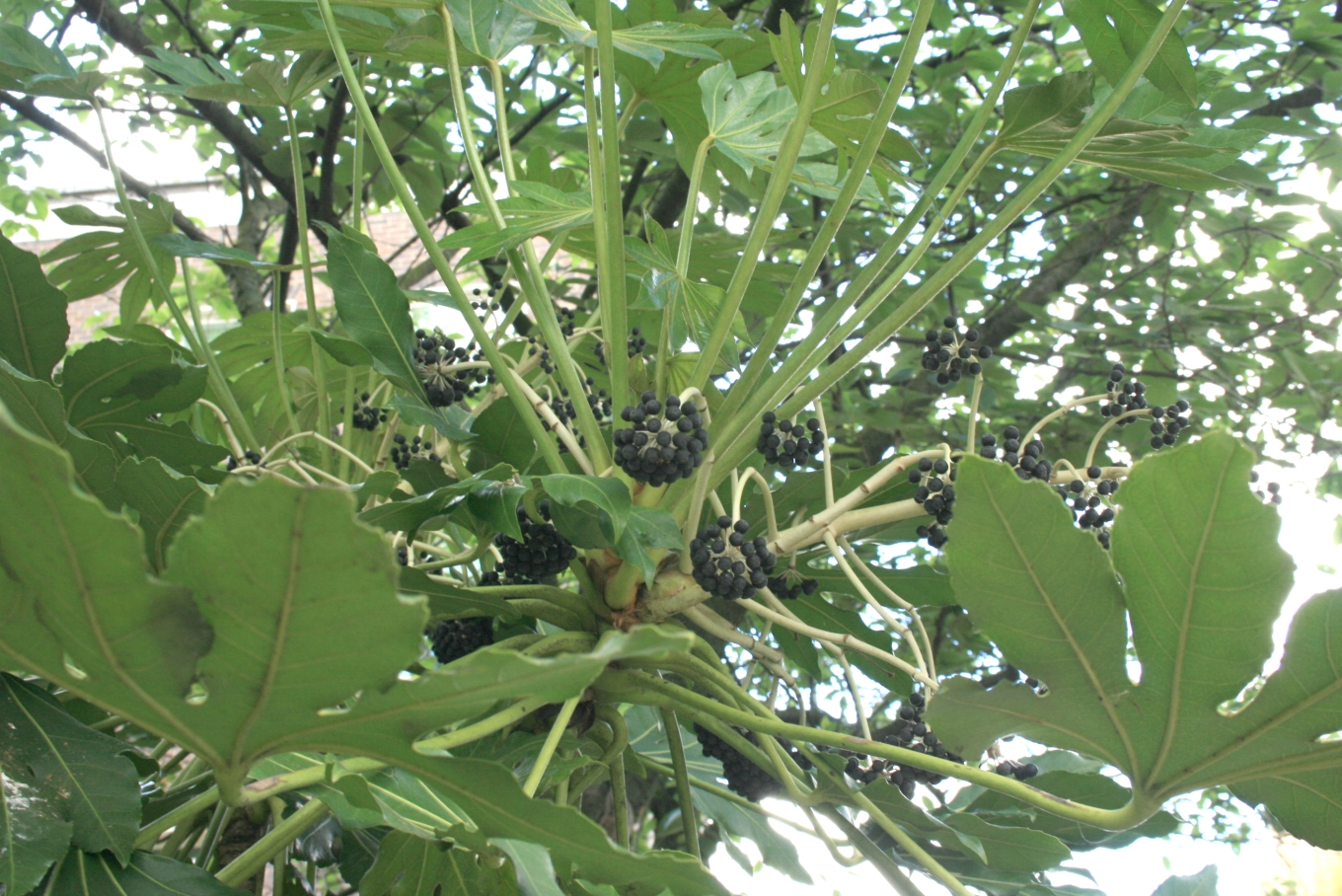
葉のつき方
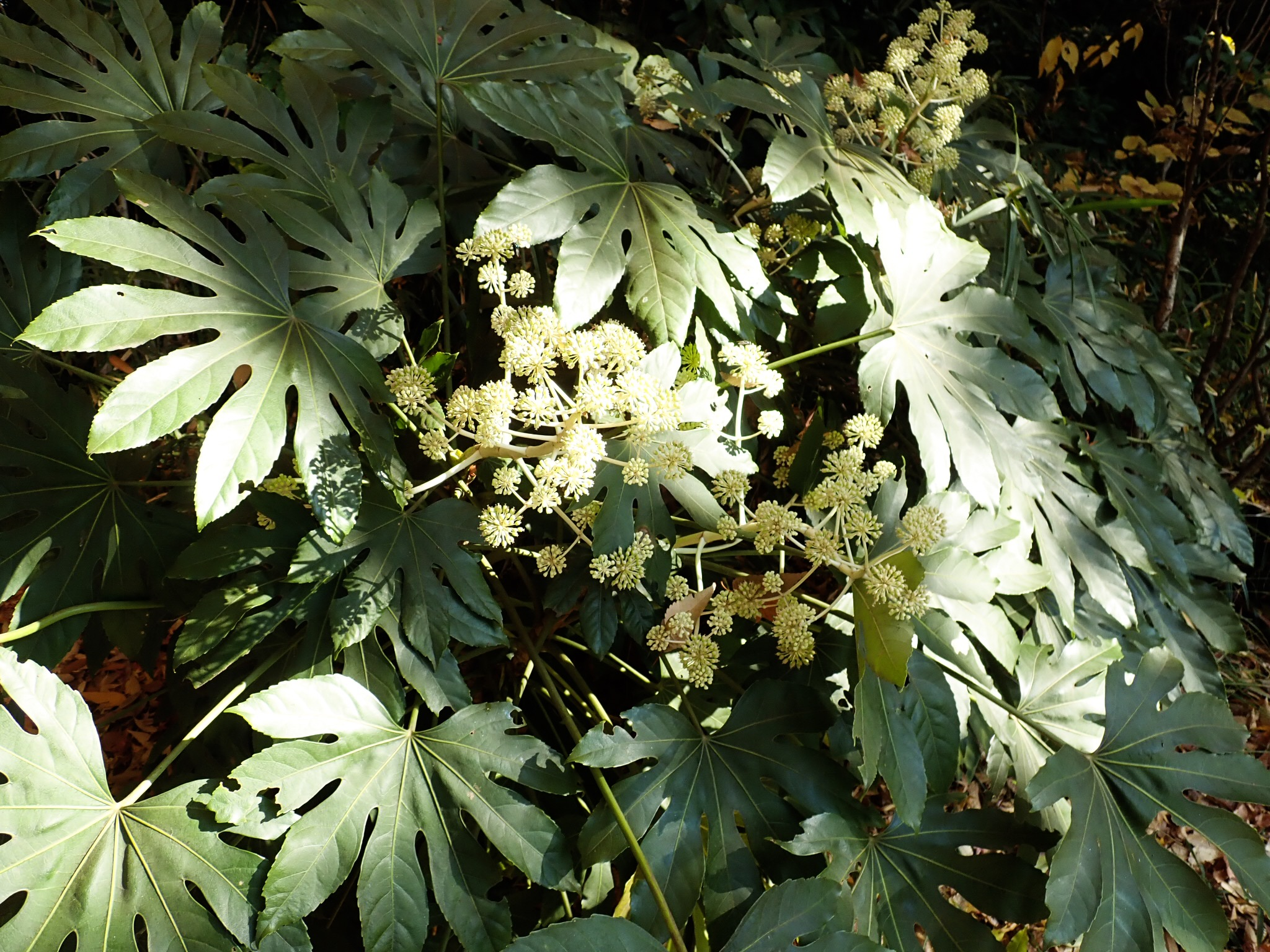
葉と雌蘂
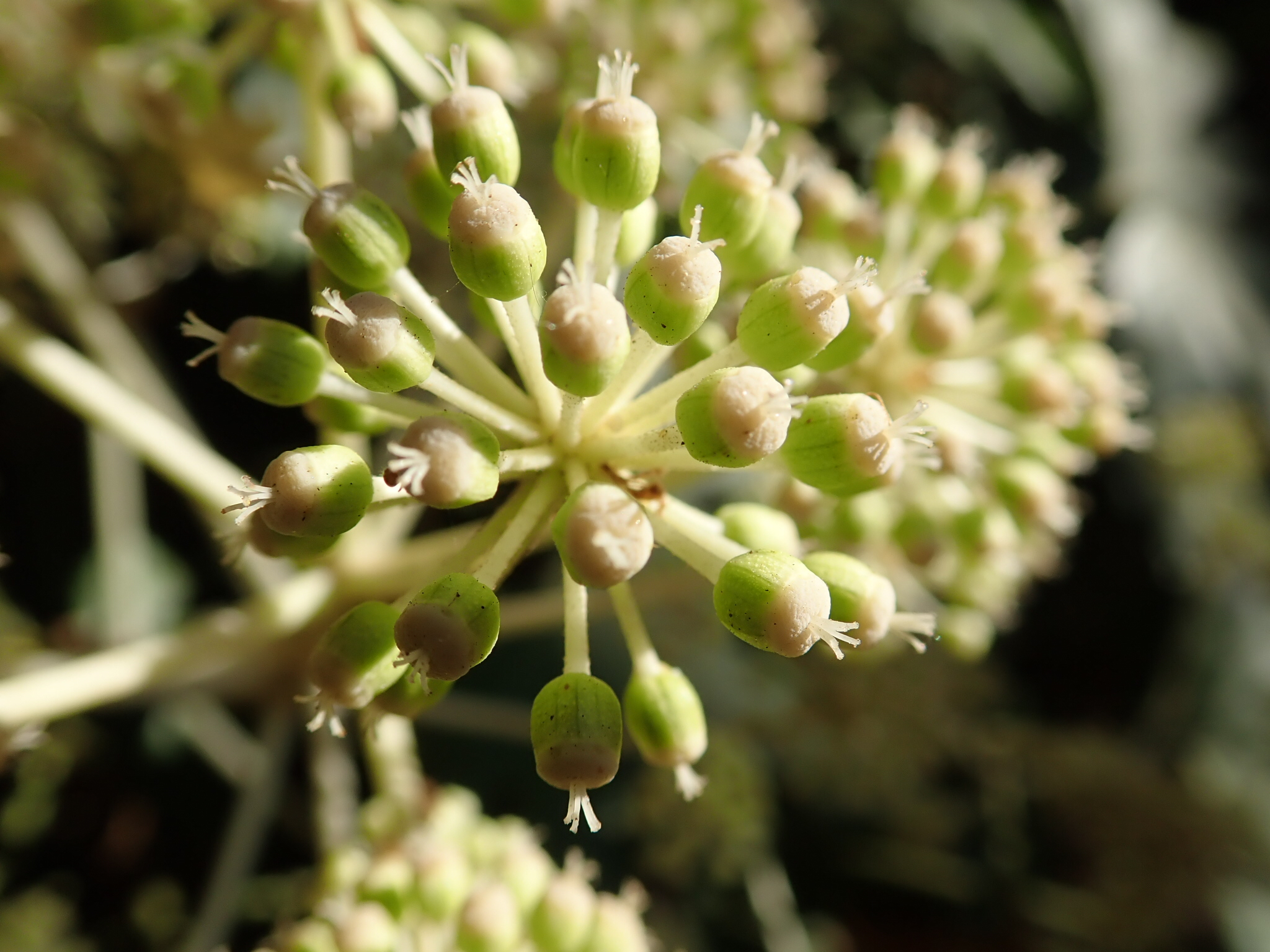
雌蘂
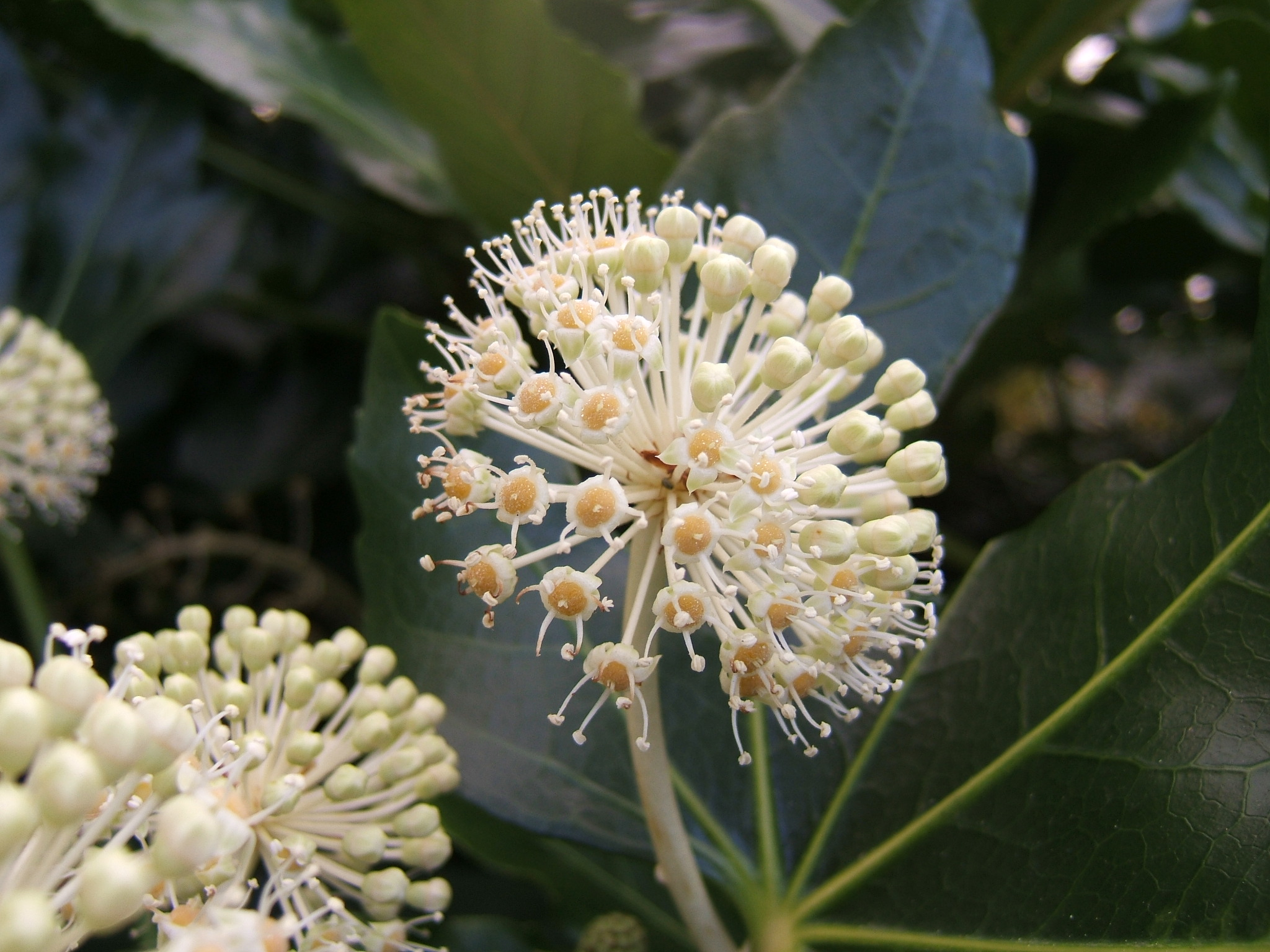
花と蕾
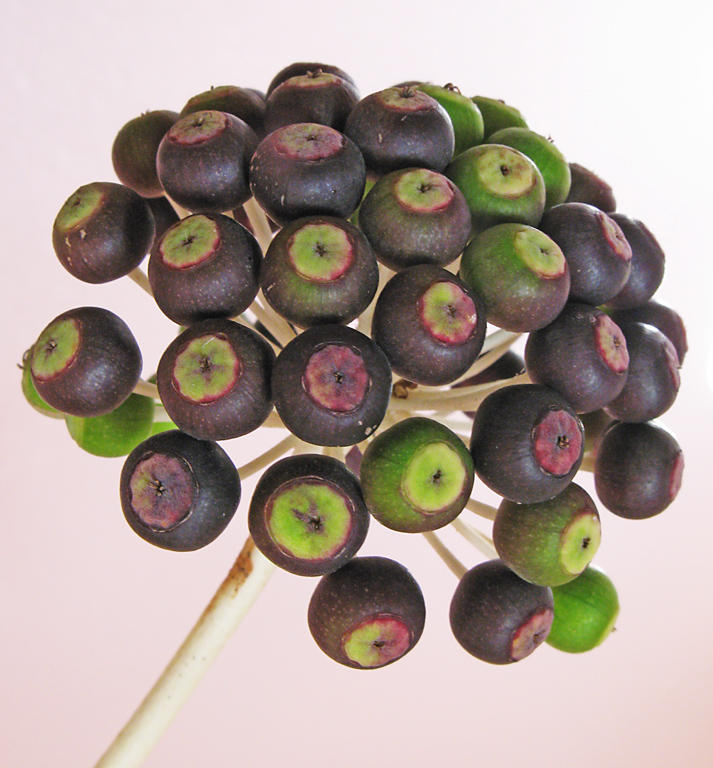
果実

## 人間との関わり

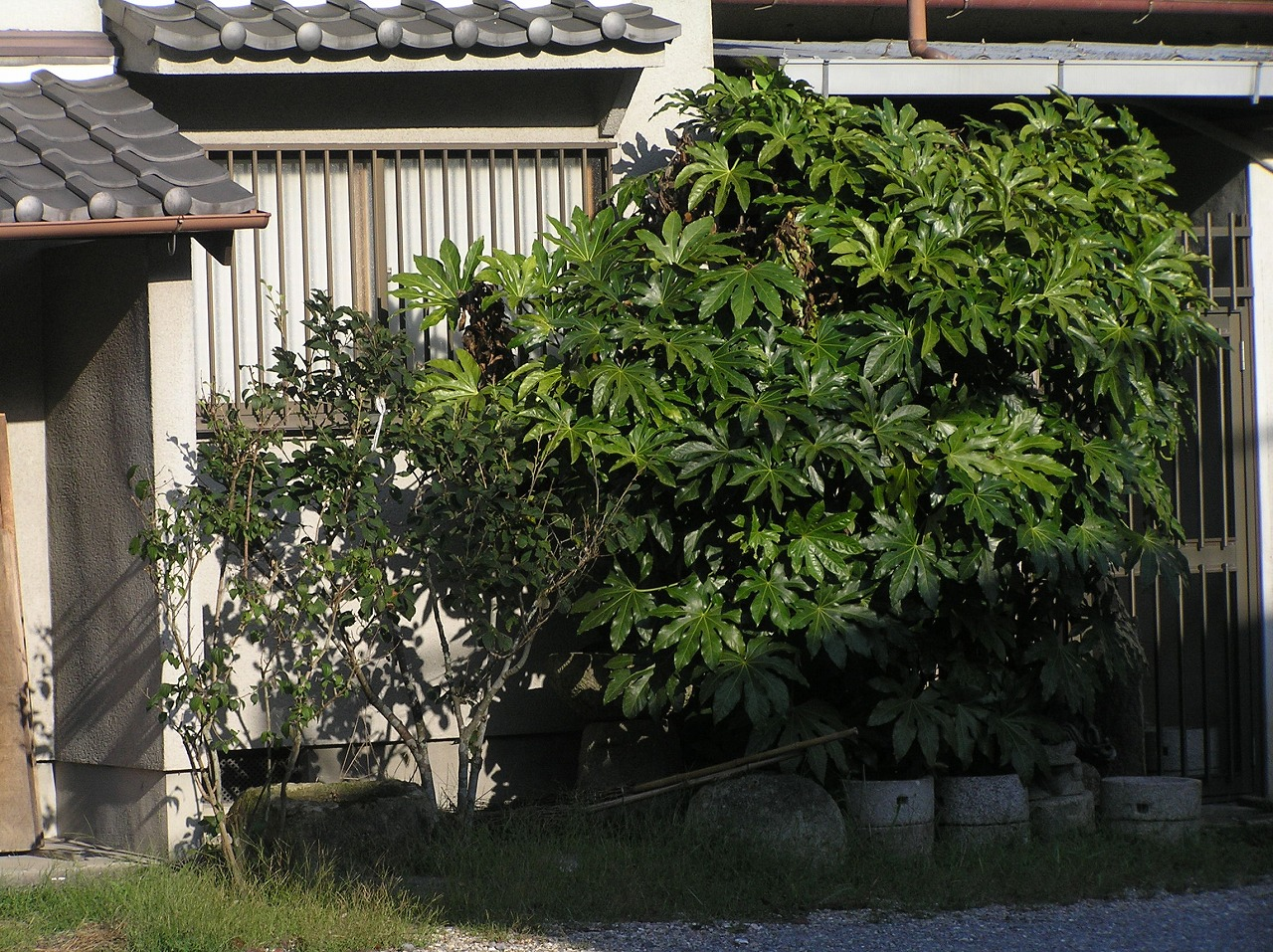
庭木としても利用される

丈夫なので庭木としてもよく植えられる。古人は魔除けの意味で庭に植えていたともいわれている。
葉を乾燥させたものは「八角金盤」と呼ばれる生薬になり、去痰などの薬として用いられる。しかし、葉などにはヤツデサポニンという物質が含まれ、過剰摂取すると下痢や嘔吐、溶血を起こす。
また、葉を刻んで浴湯料として風呂に入れると、リウマチに効果があるとされる。
昔は蛆用の殺虫剤として用いていたこともある。古い鉄道駅の一角に栽培されていることが多いが、これはかつて汲み取り便所の蛆殺しにその葉を使っていたためである。

## 栽培品種・変種
ヤツデには変種や栽培品種があり、葉に白い斑が入ったフクリンヤツデ（覆輪八手）、葉縁が白いシロブチヤツデ（白斑八手）、黄色い斑があるキモンヤツデ（黄紋八手）、波打った葉縁が特徴のチジミバヤツデ（縮葉八手）、葉の裂片がねじれているヤグルマヤツデ（矢車八手）などがある。これらの変種は庭木として珍重され、原因は主にウイルスによるものだとされている。
栽培品種
- フクリンヤツデ（学名: Fatsia japonica (Thunb.) Decne. et Planch. 'Albo-marginata'）[14]
- キモンヤツデ（学名: Fatsia japonica (Thunb.) Decne. et Planch. 'Aureo-variegata'）[15]
- チヂミバヤツデ（学名: Fatsia japonica (Thunb.) Decne. et Planch. 'Undulata'）[16]
- シロブチヤツデ（学名: Fatsia japonica (Thunb.) Decne. et Planch. 'Variegata'）[17]

品種
- ヤグルマヤツデ（学名: Fatsia japonica (Thunb.) Decne. et Planch. f. lobulata (Makino) Nakai）[18]

変種
- リュウキュウヤツデ（学名: Fatsia japonica (Thunb.) Decne. et Planch. var. liukiuensis Hatus. ex H.Ohba）[19]

## ヤツデ属
ヤツデ属（ヤツデぞく、学名: Fatsia）は、ウコギ科の属の一つ。
- ヤツデ Fatsia japonica
- ムニンヤツデ Fatsia oligocarpella - 小笠原諸島に分布（アメリカ合衆国ハワイ州にも野生化）。
- タイワンヤツデ Fatsia polycarpa - 台湾に分布。

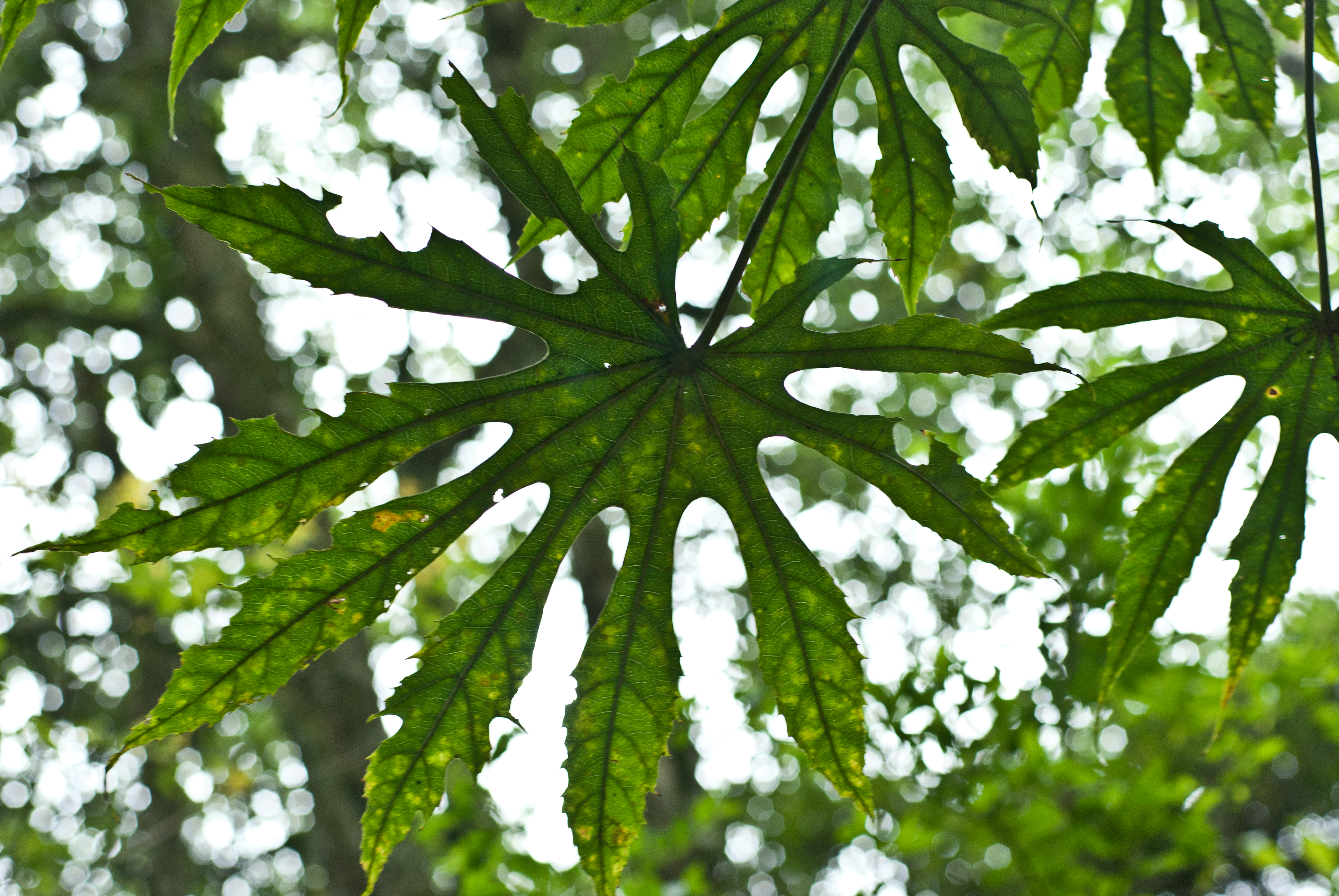
タイワンヤツデ（英語版）

また、ヤツデとセイヨウキヅタとの属間雑種ツタヤツデ（ファツヘデラ） X Fatshedera lizei は、観葉植物として栽培される。
なお、外見的に似ているが縁の遠いものにカミヤツデ Tetrapanax papyrifer（カミヤツデ属）、よく似た葉をつける草本にクサヤツデ Ainsliaea uniflora（キク科モミジハグマ属）など、「ヤツデ」の名を持つものは他にも多い。